# Europamästerskapet i basket för damer 1976
Europamästerskapet i basket för damer 1976 spelades i Clermont-Ferrand, Le Mont-Dore, Moulins och Vichy, Frankrike och var den 15:e EM-basketturneringen som avgjordes för damer. Turneringen spelades mellan den 20 och 29 maj 1976 och totalt deltog 13 lag i turneringen där Sovjetunionen blev Europamästare före Tjeckoslovakien och Bulgarien, det var Sovjetunionens 13:e EM-guld.

## Kvalificerade länder
| - Frankrike (som arrangör) - Belgien - Bulgarien - Italien | - Jugoslavien - Nederländerna - Polen - Rumänien - Sovjetunionen | - Spanien - Tjeckoslovakien - Ungern - Västtyskland |

## Gruppspelet

### Spelsystem
Av de 13 deltagande lagen som var med i EM stod hemmanationen Frankrike över det första gruppspelet och var direktkvalificerade för spel om platserna ett till sju, resterande tolv lagen indelade i tre grupper med fyra lag i vardera. Alla lagen mötte alla en gång i sin grupp innan de två bästa lagen i varje grupp gick vidare till spel om plats ett till sju, medan de två sämsta lagen spelade om platserna åtta till tretton. Lagen tog med sig matchresultatet mot laget i sin grupp från första gruppspelet och spelade enbart mot de lagen från de andra grupperna i slutspelsrundan. Seger i en match gav två poäng och förlust gav en poäng.
|  | Laget spelade om plats 1-7  |
|  | Laget spelade om plats 8-13 |

### Grupp A
| Plats | Nation      | Spelade | Vinster | Förluster | Mål       | Målskillnad | Poäng |
| ----- | ----------- | ------- | ------- | --------- | --------- | ----------- | ----- |
| 1     | Sovjet      | 3       | 3       | 0         | 364 – 167 | +197        | 6     |
| 2     | Jugoslavien | 3       | 2       | 1         | 227 – 251 | -24         | 5     |
| 3     | Rumänien    | 3       | 1       | 2         | 243 – 263 | -20         | 4     |
| 4     | Belgien     | 3       | 0       | 3         | 184 – 337 | -153        | 3     |

| 20 maj 1976 kl 18:30 (CET) | Belgien | 71 – 97 (45-47) Rapport | Jugoslavien |  |
| 20 maj 1976 kl 18:30 (CET) |         |                         |             |  |

| 20 maj 1976 kl 20:30 (CET) | Rumänien | 60 – 127 (26-55) Rapport | Sovjet |  |
| 20 maj 1976 kl 20:30 (CET) |          |                          |        |  |

| 21 maj 1976 kl 18:30 (CET) | Belgien | 65 – 113 (30-47) Rapport | Rumänien |  |
| 21 maj 1976 kl 18:30 (CET) |         |                          |          |  |

| 21 maj 1976 kl 20:30 (CET) | Jugoslavien | 59 – 110 (28-49) Rapport | Sovjet |  |
| 21 maj 1976 kl 20:30 (CET) |             |                          |        |  |

| 22 maj 1976 kl 19:00 (CET) | Belgien | 48 – 127 (32-63) Rapport | Sovjet |  |
| 22 maj 1976 kl 19:00 (CET) |         |                          |        |  |

| 22 maj 1976 kl 21:00 (CET) | Rumänien | 70 – 71 (28-32) Rapport | Jugoslavien |  |
| 22 maj 1976 kl 21:00 (CET) |          |                         |             |  |

### Grupp B
| Plats | Nation       | Spelade | Vinster | Förluster | Mål       | Målskillnad | Poäng |
| ----- | ------------ | ------- | ------- | --------- | --------- | ----------- | ----- |
| 1     | Polen        | 3       | 3       | 0         | 200 – 179 | +21         | 6     |
| 2     | Italien      | 3       | 2       | 1         | 170 – 170 | ±0          | 5     |
| 3     | Ungern       | 3       | 1       | 2         | 161 – 163 | -2          | 4     |
| 4     | Västtyskland | 3       | 0       | 3         | 157 – 176 | -19         | 3     |

| 20 maj 1976 kl 18:30 (CET) | Västtyskland | 44 – 55 (19-29) Rapport | Ungern |  |
| 20 maj 1976 kl 18:30 (CET) |              |                         |        |  |

| 20 maj 1976 kl 20:30 (CET) | Polen | 74 – 56 (36-27) Rapport | Italien |  |
| 20 maj 1976 kl 20:30 (CET) |       |                         |         |  |

| 21 maj 1976 kl 18:30 (CET) | Italien | 59 – 53 (31-31) Rapport | Västtyskland |  |
| 21 maj 1976 kl 18:30 (CET) |         |                         |              |  |

| 21 maj 1976 kl 20:30 (CET) | Polen | 64 – 63 (32-29) Rapport | Ungern |  |
| 21 maj 1976 kl 20:30 (CET) |       |                         |        |  |

| 22 maj 1976 kl 15:00 (CET) | Polen | 62 – 60 (25-28) Rapport | Västtyskland |  |
| 22 maj 1976 kl 15:00 (CET) |       |                         |              |  |

| 22 maj 1976 kl 17:00 (CET) | Ungern | 43 – 55 (23-28) Rapport | Italien |  |
| 22 maj 1976 kl 17:00 (CET) |        |                         |         |  |

### Grupp C
| Plats | Nation          | Spelade | Vinster | Förluster | Mål       | Målskillnad | Poäng |
| ----- | --------------- | ------- | ------- | --------- | --------- | ----------- | ----- |
| 1     | Tjeckoslovakien | 3       | 3       | 0         | 222 – 136 | +86         | 6     |
| 2     | Bulgarien       | 3       | 2       | 1         | 193 – 198 | -5          | 5     |
| 3     | Spanien         | 3       | 1       | 2         | 153 – 197 | -44         | 4     |
| 4     | Nederländerna   | 3       | 0       | 3         | 179 – 216 | -37         | 3     |

| 20 maj 1976 kl 18:30 (CET) | Spanien | 62 – 72 (25-39) Rapport | Bulgarien |  |
| 20 maj 1976 kl 18:30 (CET) |         |                         |           |  |

| 20 maj 1976 kl 20:30 (CET) | Tjeckoslovakien | 86 – 54 (38-33) Rapport | Nederländerna |  |
| 20 maj 1976 kl 20:30 (CET) |                 |                         |               |  |

| 21 maj 1976 kl 18:30 (CET) | Nederländerna | 56 – 57 (25-37) Rapport | Spanien |  |
| 21 maj 1976 kl 18:30 (CET) |               |                         |         |  |

| 21 maj 1976 kl 20:30 (CET) | Tjeckoslovakien | 67 – 48 (32-27) Rapport | Bulgarien |  |
| 21 maj 1976 kl 20:30 (CET) |                 |                         |           |  |

| 22 maj 1976 kl 18:30 (CET) | Tjeckoslovakien | 69 – 34 (35-17) Rapport | Spanien |  |
| 22 maj 1976 kl 18:30 (CET) |                 |                         |         |  |

| 22 maj 1976 kl 20:30 (CET) | Bulgarien | 73 – 69 (37-41) Rapport | Nederländerna |  |
| 22 maj 1976 kl 20:30 (CET) |           |                         |               |  |

## Slutspelsrundan

### Matcher om plats 8-13
| Plats                                                            | Nation        | Spelade | Vinster | Förluster | Mål       | Målskillnad | Poäng |
| ---------------------------------------------------------------- | ------------- | ------- | ------- | --------- | --------- | ----------- | ----- |
| 1                                                                | Ungern        | 5       | 5       | 0         | 346 – 282 | +64         | 10    |
| 2                                                                | Rumänien      | 5       | 4       | 1         | 403 – 305 | +98         | 9     |
| 3                                                                | Spanien       | 5       | 2       | 3         | 293 – 303 | -10         | 7     |
| 4                                                                | Nederländerna | 5       | 2       | 3         | 311 – 325 | -14         | 7     |
| 5                                                                | Belgien       | 5       | 1       | 4         | 287 – 403 | -116        | 6     |
| 6                                                                | Västtyskland  | 5       | 1       | 4         | 283 – 305 | -22         | 6     |
| Inbördes möten avgör placering när två lag hamnar på samma poäng |               |         |         |           |           |             |       |

| 24 maj 1976 kl 13:00 (CET) | Ungern | 73 – 65 (25-29) (Förlängning: 14-6) Rapport | Nederländerna |  |
| 24 maj 1976 kl 13:00 (CET) |        |                                             |               |  |

| 24 maj 1976 kl 15:00 (CET) | Västtyskland | 50 – 41 (23-26) Rapport | Spanien |  |
| 24 maj 1976 kl 15:00 (CET) |              |                         |         |  |

| 25 maj 1976 kl 13:00 (CET) | Rumänien | 81 – 57 (48-25) Rapport | Nederländerna |  |
| 25 maj 1976 kl 13:00 (CET) |          |                         |               |  |

| 25 maj 1976 kl 15:00 (CET) | Belgien | 51 – 73 (22-37) Rapport | Spanien |  |
| 25 maj 1976 kl 15:00 (CET) |         |                         |         |  |

| 26 maj 1976 kl 13:00 (CET) | Rumänien | 71 – 54 (40-32) Rapport | Västtyskland |  |
| 26 maj 1976 kl 13:00 (CET) |          |                         |              |  |

| 26 maj 1976 kl 15:00 (CET) | Belgien | 57 – 87 (30-38) Rapport | Ungern |  |
| 26 maj 1976 kl 15:00 (CET) |         |                         |        |  |

| 27 maj 1976 kl 13:00 (CET) | Belgien | 68 – 67 (33-34) Rapport | Västtyskland |  |
| 27 maj 1976 kl 13:00 (CET) |         |                         |              |  |

| 27 maj 1976 kl 15:00 (CET) | Rumänien | 56 – 67 (28-31) Rapport | Ungern |  |
| 27 maj 1976 kl 15:00 (CET) |          |                         |        |  |

| 28 maj 1976 kl 13:00 (CET) | Västtyskland | 68 – 70 (41-38) Rapport | Nederländerna |  |
| 28 maj 1976 kl 13:00 (CET) |              |                         |               |  |

| 28 maj 1976 kl 15:00 (CET) | Spanien | 60 – 64 (35-35) Rapport | Ungern |  |
| 28 maj 1976 kl 15:00 (CET) |         |                         |        |  |

| 29 maj 1976 kl 09:00 (CET) | Belgien | 46 – 63 (31-33) Rapport | Nederländerna |  |
| 29 maj 1976 kl 09:00 (CET) |         |                         |               |  |

| 29 maj 1976 kl 11:00 (CET) | Rumänien | 82 – 62 (42-30) Rapport | Spanien |  |
| 29 maj 1976 kl 11:00 (CET) |          |                         |         |  |

### Matcher om plats 1-7
| Plats                                                            | Nation          | Spelade | Vinster | Förluster | Mål       | Målskillnad | Poäng |
| ---------------------------------------------------------------- | --------------- | ------- | ------- | --------- | --------- | ----------- | ----- |
| 1                                                                | Sovjet          | 6       | 6       | 0         | 536 – 297 | +239        | 12    |
| 2                                                                | Tjeckoslovakien | 6       | 5       | 1         | 374 – 339 | +35         | 11    |
| 3                                                                | Bulgarien       | 6       | 3       | 3         | 339 – 395 | -56         | 9     |
| 4                                                                | Frankrike       | 6       | 3       | 3         | 343 – 351 | -8          | 9     |
| 5                                                                | Jugoslavien     | 6       | 2       | 4         | 396 – 444 | -48         | 8     |
| 6                                                                | Polen           | 6       | 1       | 5         | 380 – 456 | -76         | 7     |
| 7                                                                | Italien         | 6       | 1       | 5         | 327 – 413 | -86         | 7     |
| Inbördes möten avgör placering när två lag hamnar på samma poäng |                 |         |         |           |           |             |       |

| 24 maj 1976 kl 17:00 (CET) | Polen | 63 – 91 (30-45) Rapport | Tjeckoslovakien |  |
| 24 maj 1976 kl 17:00 (CET) |       |                         |                 |  |

| 24 maj 1976 kl 19:00 (CET) | Sovjet | 96 – 57 (46-28) Rapport | Bulgarien |  |
| 24 maj 1976 kl 19:00 (CET) |        |                         |           |  |

| 24 maj 1976 kl 20:45 (CET) | Frankrike | 58 – 41 (28-25) Rapport | Italien |  |
| 24 maj 1976 kl 20:45 (CET) |           |                         |         |  |

| 25 maj 1976 kl 17:00 (CET) | Jugoslavien | 53 – 54 (23-25) Rapport | Bulgarien |  |
| 25 maj 1976 kl 17:00 (CET) |             |                         |           |  |

| 25 maj 1976 kl 19:00 (CET) | Frankrike | 56 – 62 (24-32) Rapport | Tjeckoslovakien |  |
| 25 maj 1976 kl 19:00 (CET) |           |                         |                 |  |

| 25 maj 1976 kl 20:45 (CET) | Sovjet | 95 – 46 (49-25) Rapport | Polen |  |
| 25 maj 1976 kl 20:45 (CET) |        |                         |       |  |

| 26 maj 1976 kl 17:00 (CET) | Italien | 51 – 60 (27-27) Rapport | Tjeckoslovakien |  |
| 26 maj 1976 kl 17:00 (CET) |         |                         |                 |  |

| 26 maj 1976 kl 19:00 (CET) | Jugoslavien | 90 – 81 (36-40) (Förlängning: 15-6) Rapport | Polen |  |
| 26 maj 1976 kl 19:00 (CET) |             |                                             |       |  |

| 26 maj 1976 kl 20:45 (CET) | Frankrike | 56 – 83 (29-38) Rapport | Sovjet |  |
| 26 maj 1976 kl 20:45 (CET) |           |                         |        |  |

| 27 maj 1976 kl 17:00 (CET) | Frankrike | 70 – 60 (34-37) Rapport | Jugoslavien |  |
| 27 maj 1976 kl 17:00 (CET) |           |                         |             |  |

| 27 maj 1976 kl 19:00 (CET) | Sovjet | 90 – 49 (52-23) Rapport | Italien |  |
| 27 maj 1976 kl 19:00 (CET) |        |                         |         |  |

| 27 maj 1976 kl 20:45 (CET) | Polen | 64 – 71 (42-34) Rapport | Bulgarien |  |
| 27 maj 1976 kl 20:45 (CET) |       |                         |           |  |

| 28 maj 1976 kl 17:00 (CET) | Jugoslavien | 75 – 65 (33-28) Rapport | Italien |  |
| 28 maj 1976 kl 17:00 (CET) |             |                         |         |  |

| 28 maj 1976 kl 19:00 (CET) | Sovjet | 62 – 30 (19-7) Rapport | Tjeckoslovakien |  |
| 28 maj 1976 kl 19:00 (CET) |        |                        |                 |  |

| 28 maj 1976 kl 20:45 (CET) | Frankrike | 50 – 53 (28-26) Rapport | Bulgarien |  |
| 28 maj 1976 kl 20:45 (CET) |           |                         |           |  |

| 29 maj 1976 kl 13:00 (CET) | Jugoslavien | 59 – 64 (24-33) Rapport | Tjeckoslovakien |  |
| 29 maj 1976 kl 13:00 (CET) |             |                         |                 |  |

| 29 maj 1976 kl 15:00 (CET) | Frankrike | 53 – 52 (30-24) Rapport | Polen |  |
| 29 maj 1976 kl 15:00 (CET) |           |                         |       |  |

| 29 maj 1976 kl 16:45 (CET) | Italien | 65 – 56 (34-28) Rapport | Bulgarien |  |
| 29 maj 1976 kl 16:45 (CET) |         |                         |           |  |

| Europamästare: Sovjets 13:e EM-titel |

## Slutplaceringar
| 1  | Sovjet          |
| 2  | Tjeckoslovakien |
| 3  | Bulgarien       |
| 4  | Frankrike       |
| 5  | Jugoslavien     |
| 6  | Polen           |
| 7  | Italien         |
| 8  | Ungern          |
| 9  | Rumänien        |
| 10 | Spanien         |
| 11 | Nederländerna   |
| 12 | Belgien         |
| 13 | Västtyskland    |